# La fontana dell'amore
La fontana dell'amore (When in Rome) è un film del 2010 diretto da Mark Steven Johnson ed interpretato da Kristen Bell e Josh Duhamel.
La sceneggiatura è scritta da David Diamond e David Weissman, ispirandosi al film del 1954 Tre soldi nella fontana, di cui La fontana dell'amore è un remake.

## Trama
Beth, una curatrice d'arte di successo ma sfortunata in amore, va a Roma per partecipare all'improvviso matrimonio della sorella minore Joan. Mentre è nella città eterna, dopo un incontro particolare e deludente con Nick, decide di prendere delle monete da una fantomatica "fontana dell'amore" a cui è legata una storica leggenda. Quando Beth riparte per tornare a New York, viene insistentemente corteggiata da un aggressivo gruppo di pretendenti, coloro che avevano buttato nella fontana le monete da lei poi raccolte: infatti, per magia, chi raccoglie una moneta dalla fontana fa innamorare di sé la persona che l'aveva gettata. Cercando una soluzione alla fastidiosa situazione, la ragazza scopre che restituendo le monete ai legittimi proprietari le persecuzioni svaniscono. Ma Beth crede che anche Nick abbia lanciato una moneta nella fontana e quindi, pur innamoratasi di lui, esita a sposarlo. Non ha più dubbi quando capisce che quella moneta apparteneva al parroco, lo stesso che celebrerà il suo matrimonio con Nick.

## Produzione
Il film è stato girato tra New York e Roma. La "fontana dell'amore" che compare nel film è stata costruita appositamente per le riprese al centro di Piazza Borghese, a Roma.

## Distribuzione
Il film è uscito nelle sale cinematografiche statunitensi il 29 gennaio 2010, e in quelle italiane l'11 giugno 2010.